# 宮本町 (上尾市)
宮本町（みやもとちょう）は、埼玉県上尾市の町名。現行行政地名は宮本町のみ。丁番を持たない単独町名である。住居表示実施済み。郵便番号は362-0036。
市の統計などでは上尾地区で分類されている。

## 地理
埼玉県の中央地域（県央地域）で、上尾市中央部の大宮台地面上に位置する。旧中山道（埼玉県道164号鴻巣桶川さいたま線）や高崎線と国道17号に挟まれたほぼ矩形の東西に細長い地域。町域の東側を本町や仲町と隣接し、西側を柏座や上町と隣接する。河川などの水域は地内に一切存在しない。町域の中央部を東西に市役所通り（埼玉県道133号上尾停車場線）が貫通する。市役所通りのすぐ南に平行して、上尾宮本町郵便局付近で合流する一方通行路は旧市役所通リである。全域が市街化区域（商業地域・近隣商業地域、および第二種住居地域・準住居地域）に指定され、全体的に商業地が広がり、通り沿いには商店街が形成されている。

### 地価
商業地の地価は、2018年（平成30年）7月の都道府県地価調査によれば、宮本町4−18の地点で39万7000円/m2となっている。

## 歴史
- 1965年（昭和40年）7月1日 - 住居表示に関する法律に基づき住居表示（第一次）が実施され[12]、大字上尾宿、上尾村の各一部から宮本町が成立[13][7][8]。
- 1970年（昭和45年）3月 - 中山道と駅前通りの交差点付近（現アリコベールデパート館）に所在した上尾郵便局が宮本町15番13号（国道17号沿い）に新築移転する[14]。
- 1983年（昭和58年）9月23日 - 上尾駅東口の再開発事業が完了[15][16]し「アリコベール上尾」がオープンする。
- 1988年（昭和63年）5月30日 - 上尾郵便局が宮本町から現在地である同市谷津一丁目に移転する。
- 2001年（平成13年）5月1日 - さいたま市の発足および路線整理に伴ない、地内を通る県道の鴻巣桶川大宮線が鴻巣桶川さいたま線に改称される。
- 2013年（平成25年）3月17日 - 上尾中山道東側地区第一種市街地再開発事業が完成し「A‐GEO・タウン」がオープン、記念式典や祝賀会が開催される[17]。

## 世帯数と人口
2019年（平成31年）1月1日現在（上尾市発表）の世帯数と人口は以下の通りである。
| 町丁   | 世帯数  | 人口    |
| ------ | ------- | ------- |
| 宮本町 | 740世帯 | 1,596人 |

## 小・中学校の学区
市立小・中学校に通う場合、学区（校区）は以下の通りとなる。
| 町丁   | 番地    | 小学校             | 中学校             |
| ------ | ------- | ------------------ | ------------------ |
| 宮本町 | 3-2以外 | 上尾市立上尾小学校 | 上尾市立上尾中学校 |
| 宮本町 | 3-2のみ | 上尾市立中央小学校 | 上尾市立上尾中学校 |

## 事業所
2021年（令和3年）現在の経済センサス調査による事業所数と従業員数は以下の通りである。
| 町丁   | 事業所数  | 従業員数 |
| ------ | --------- | -------- |
| 宮本町 | 203事業所 | 2,565人  |

## 交通

### 鉄道
- JR東日本高崎線上尾駅 - 上尾駅大宮方ホームの一部が宮本町の区域に掛かる。なお、上尾駅の所在地は柏座一丁目である。

### 道路
- 国道17号（大宮バイパス）
- 埼玉県道164号鴻巣桶川さいたま線（旧中山道）
- 埼玉県道133号上尾停車場線（通称市役所通り[7]）
- 旧市役所通リ[9] - 市役所通りの直ぐ南側を並行する一方通行路。
- アッピー通り（旧東口一番通り[20]） - 旧中山道の直ぐ東側を並行する一方通行路。

### バス
上尾駅東口駅前より各方面への路線バスが多数運行されている。
東武バスウエスト大宮営業事務所
朝日自動車
丸建自動車
地区内は「上尾駅東口」・「上尾駅入口」・「市役所前」バス停留所が設置されている。
上尾市コミュニティバス「ぐるっとくん」
- 上平箕の木循環
- 上平菅谷北上尾線
- 原市平塚循環

地区内は「上尾駅東口」・「上尾駅入口」・「市役所前」バス停留所が設置されている。

## 町内会
- 宮本町町内会[22]
- シティタワー上尾駅前自治会

## 施設

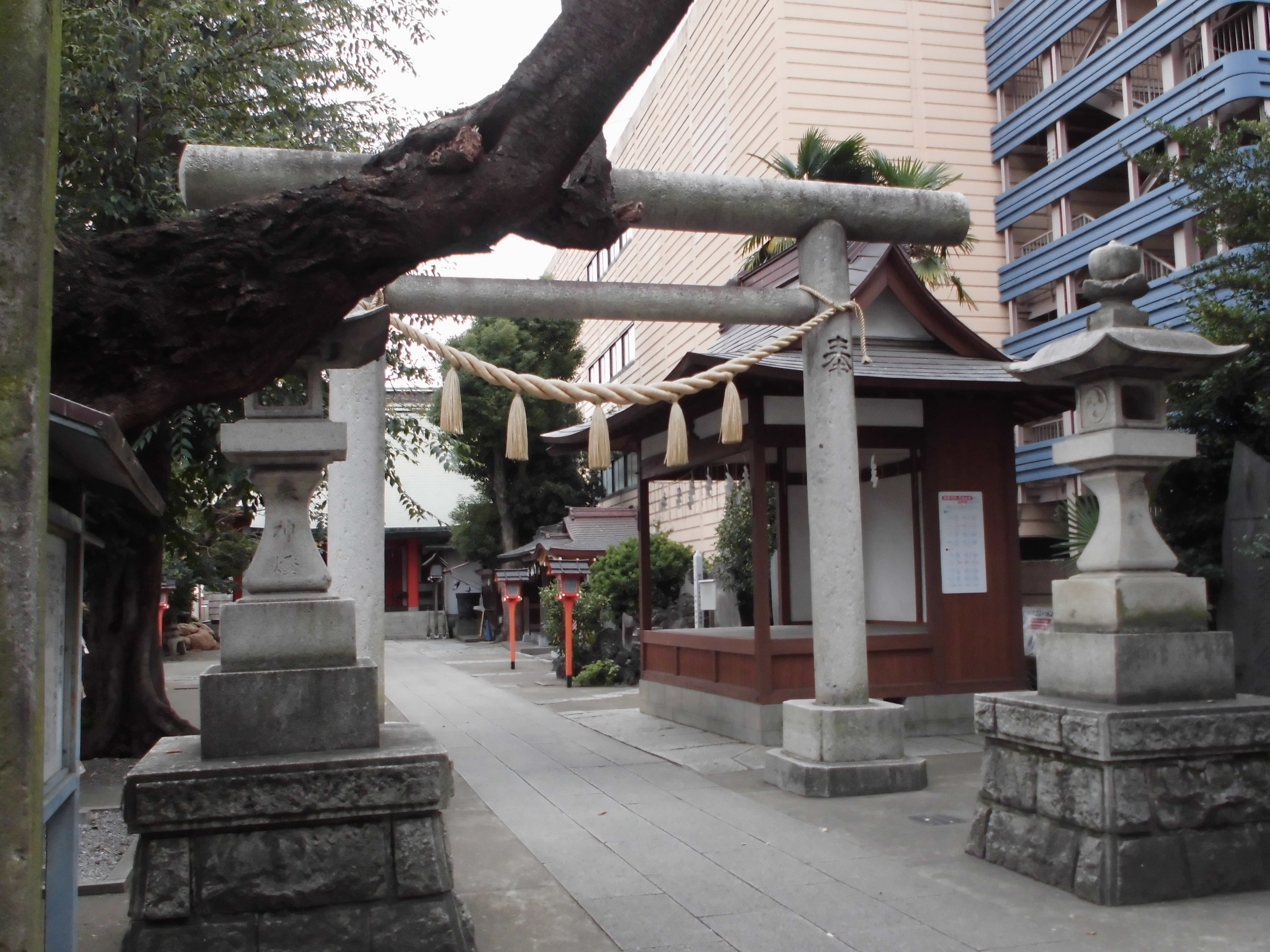
氷川鍬神社

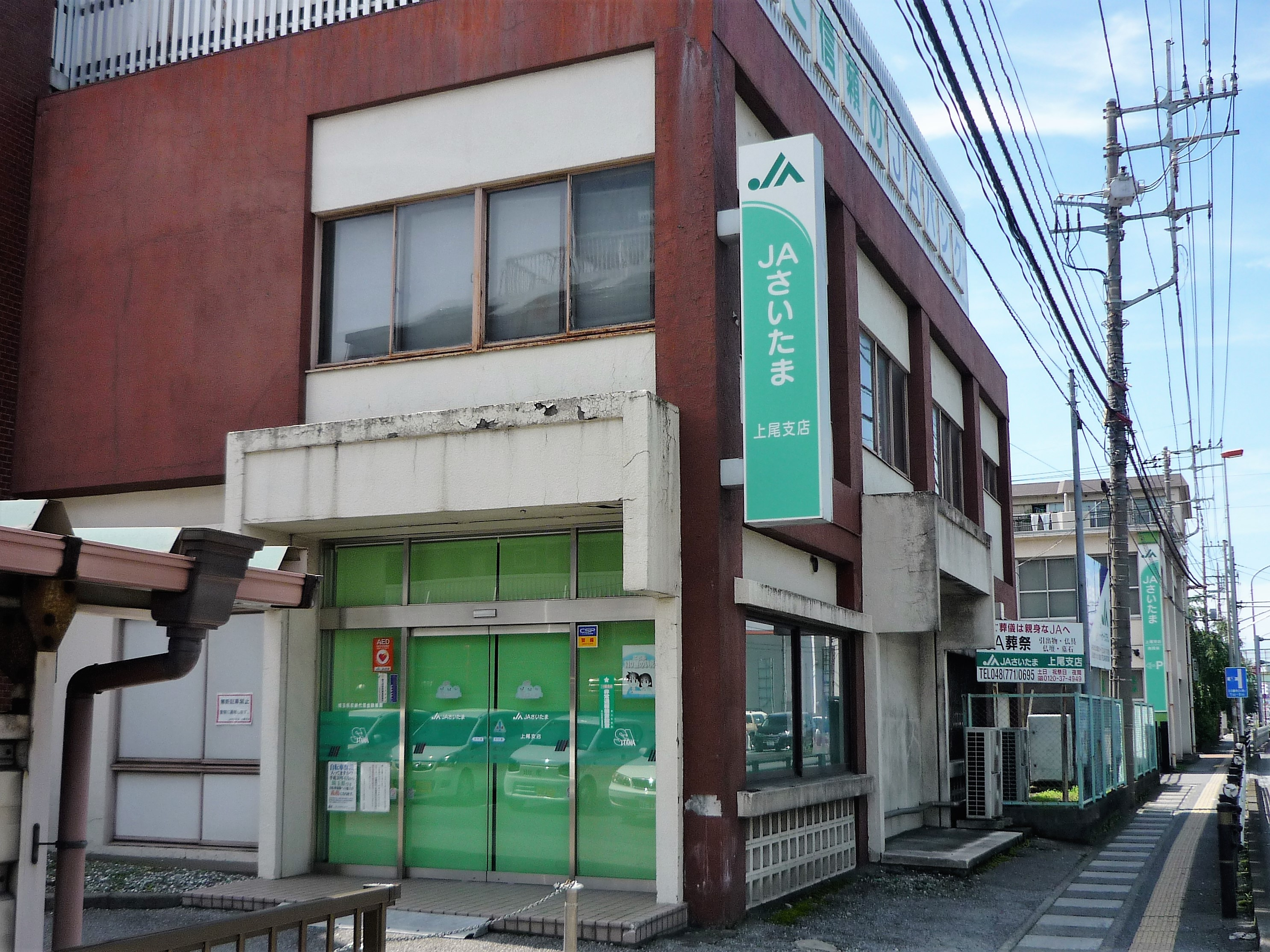
JAさいたま 上尾支店

地区が駅前に位置するため、多数の商業施設が立地する。なお、上尾駅は柏座に立地する。地内に指定緊急避難場所は存在しない。
- アリコベール - デパート館、サロン館が立地。ホテル館およびプラザ館は柏座に立地する。
  - 上尾市ギャラリー（市民ギャラリー） - サロン館2階に所在[24]
- ベルーナ本社
- A-GEOタウン[17]
- 上尾宮本町郵便局
- JAさいたま 上尾支店
- 埼玉縣信用金庫 上尾支店
- 東和銀行 上尾支店
- 宮本町公民館
- 上尾駅東口駅前公園
- 氷川鍬神社
- 弁天社 - 宮本町8番の区画の南寄りに所在する小祠